# Argenton-l'Église
Argenton-l'Église era una comuna francesa que estaba situada en el departamento de Deux-Sèvres, de la región de Nueva Aquitania, que en 2019 pasó a formar parte de la comuna nueva de Loretz-d'Argenton como comuna delegada.

## Historia
En 1972 absorbe la comuna de Bagneux.

## Demografía
| Gráfica de evolución demográfica de Argenton-l'Église entre 1793 y 2016 |
|                                                                         |
| Datos según el nomenclátor publicado por la EHESS/Cassini.              |